# Karen Hantze Susman
Karen Hantze Susman, ameriška tenisačica, * 11. december 1942, San Diego, ZDA.
Največji uspeh v karieri je dosegla z zmago v posamični konkurenci na Prvenstvu Anglije leta 1962, ko je v finalu premagala Věro Sukovó, na turnirjih za Nacionalnem prvenstvu ZDA in Amatersko prvenstvo Francije se je najdlje uvrstila v polfinale. V konkurenci ženskih dvojic je dvakrat osvojila  Prvenstvo Anglije in enkrat Nacionalno prvenstvo ZDA skupaj z Billie Jean Moffitt. Še dvakrat se je uvrstila v finale turnirjev za Nacionalno prvenstvo ZDA in enkrat Prvenstvo Anglije.

## Finali Grand Slamov

### Posamično (1)

#### Zmage (1)
| Leto | Turnir            | Nasprotnica v finalu | Rezultat finala |
| 1962 | Prvenstvo Anglije | Věra Suková          | 6–4, 6–4        |

### Ženske dvojice (6)

#### Zmage (3)
| Leto | Turnir                   | Partnerica          | Nasprotnici v finalu                  | Rezultat finala |
| 1961 | Prvenstvo Anglije        | Billie Jean Moffitt | Jan Lehane O'Neill Margaret Court     | 6–3, 6–4        |
| 1962 | Prvenstvo Anglije (2)    | Billie Jean Moffitt | Sandra Reynolds Price Renée Schuurman | 5–7, 6–3, 7–5   |
| 1964 | Nacionalno prvenstvo ZDA | Billie Jean Moffitt | Margaret Court Lesley Turner Bowrey   | 3–6, 6–2, 6–4   |

#### Porazi (3)
| Leto | Turnir                       | Partnerica          | Nasprotnici v finalu                         | Rezultat finala |
| 1962 | Nacionalno prvenstvo ZDA     | Billie Jean Moffitt | Maria Bueno Darlene Hard                     | 4–6, 6–3, 6–2   |
| 1964 | Prvenstvo Anglije            | Billie Jean Moffitt | Margaret Court Lesley Turner Bowrey          | 7–5, 6–2        |
| 1965 | Nacionalno prvenstvo ZDA (2) | Billie Jean Moffitt | Carole Caldwell Graebner Nancy Richey Gunter | 6–4, 6–4        |